# Anatoli Sergejewitsch Tschernjajew
Anatoli Sergejewitsch Tschernjajew (russisch Анато́лий Серге́евич Черня́ев; * 25. Mai 1921 in Moskau, Russische Sozialistische Föderative Sowjetrepublik; † 12. März 2017 in Moskau, Russland) war ein sowjetischer Politikberater.
Von Februar 1986 bis zum Zerfall der Sowjetunion im Dezember 1991 war er ein sicherheitspolitischer Berater von Michail Gorbatschow in dessen Amt als Generalsekretär des Zentralkomitees der Kommunistischen Partei der Sowjetunion (KPdSU) und später als Staatspräsident der Sowjetunion.
Tschernjajew galt als leidenschaftlicher Kämpfer für die militärische Deeskalation während der Entspannungspolitik und für die Öffnung der Sowjetunion. Er verfasste ausführliche Tagebücher über seine Erlebnisse und Beobachtungen in den Jahren 1972 bis 1991, die tiefe Einblicke in die innersten Machtzirkel der Sowjetunion geben.

## Leben
Anatoli Tschernjajew kam 1921 in Moskau zur Zeit des Russischen Bürgerkriegs zur Welt. Sein Vater Sergej Tschernjajew war Ingenieur und sein Großvater diente als General in der zaristischen Armee. In seiner Kindheit wurde er privat in Deutsch und Französisch unterrichtet. Trotz einer asthmatischen Erkrankung diente Tschernjajew während 38 Monaten des Zweiten Weltkriegs in der sowjetischen Armee. Bei Kriegsende war er Zugskommandant im Rang des Hauptmanns in einem zwischenzeitlich aufgeriebenen Ski-Bataillon, das sich bei Kriegsende im Baltikum befand. Nach dem Krieg promovierte Tschernjajew 1948 in Geschichte an der staatlichen Universität Moskau, wo er von 1951 bis 1958 auch lehrte. Daraufhin arbeitete er bis 1961 in Prag als Redakteur für das Magazin Probleme des Friedens und des Sozialismus. In dieser Zeit knüpfte er Kontakte mit liberalen sowjetischen Intellektuellen. Nach seiner Rückkehr in die Sowjetunion wurde Tschernjajew 1970 stellvertretender Direktor des Departements für internationale Angelegenheiten im Zentralkomitee der Kommunistischen Partei der Sowjetunion. 1972 begann er zudem mit dem Verfassen eines Tagebuchs über sein berufliches und privates Leben. Michail Gorbatschow ernannte ihn 1986 zu seinem sicherheitspolitischen Berater. Diese Funktion hatte er bis zum Zerfall der Sowjetunion Ende 1991 inne. In der Zeit danach unterstütze Tschernjajew den Aufbau der Gorbatschow-Stiftung und publizierte mehrere Bücher. Tschernjajew starb 2017 an einer Atemwegserkrankung.
Tschernjajew war 47 Jahre mit Genja Solomonowna Wainberg verheiratet, welche 2005 starb. Zusammen hatten sie eine Tochter, Anna Tschernjajewa. In der Folge war er bis zu seinem Tod mit Ljudmila Pawlowna Rudakowa liiert.

## Politischer Einfluss
Nach der Zeit in Prag änderte Tschernjajew seine persönlichen Ansichten und nahm eine tiefgreifend kritische Einstellung zum sowjetischen System ein.
Als Berater Gorbatschows setzte er sich für die nukleare Abrüstung ein und drängte diesen zur Kontaktaufnahme mit dem damaligen US-amerikanischen Präsidenten Ronald Reagan. Aufgrund seiner Bemühung kam es im Oktober 1986 in der isländischen Hauptstadt Reykjavík zu einem Gipfeltreffen zwischen Reagan und Gorbatschow. Die beiden Regierungschefs einigten sich dort auf die „Nulllösung“, welche die Entfernung aller nuklearen Mittelstreckenraketen aus Europa vorsah.
Tschernjajew machte sich zudem für ein Ende des Afghanistankrieg und den Abzug der sowjetischen Truppen stark und forderte bereits früh die Wiedervereinigung Deutschlands. Zudem versuchte er mit großem Engagement, Gorbatschow von der Idee zu überzeugen, die Sowjetunion wieder näher an Europa zu führen.

## Auszeichnungen
Anatoli Tschernjajew erhielt zu Lebzeiten verschiedene militärische und zivile Auszeichnungen.
- Leninorden, höchste Auszeichnung der Sowjetunion
- Orden des Vaterländischen Krieges, I. und II. Klasse[7]
- Orden des Roten Banners der Arbeit, I. und II. Klasse
- Orden der Völkerfreundschaft
- Medaille „Für Verdienste im Kampf“
- Medaille „Für die Verteidigung Leningrads“
- Medaille „Sieg über Deutschland“

## Veröffentlichungen
Im Jahr 2004 überließ er seine handschriftlichen Tagebücher mit den Transkriptionen seiner Partnerin Ljudmila Rudakowa dem National Security Archive der George Washington University, um seine Aufzeichnungen für die Öffentlichkeit zugänglich zu machen.
Weitere Veröffentlichungen:
- Die letzten Jahre einer Weltmacht. Der Kreml von innen. Deutsche Verlags-Anstalt, Stuttgart 1993. ISBN 978-3-421-06646-6.
- mit Michail Gorbatschow und Wadim Sagladin: Das neue Denken. Politik im Zeitalter der Globalisierung. Goldmann, München 1997. ISBN 978-3-442-12754-2.
- My Six Years with Gorbachev. Penn State University Press, University Park 2000. ISBN 0-271-02029-6.
- Mein deutsches Tagebuch. Die deutsche Frage im ZK der KPdSU (1972–1991). Elbe-Dnjepr-Verlag, Klitzschen 2005. ISBN 978-3-933395-57-3.
- mit Aleksandr Galkin, Andreas Hilger und Joachim Glaubitz: Michail Gorbatschow und die deutsche Frage. Sowjetische Dokumente 1986 – 1991. Oldenbourg, München 2011. ISBN 978-3-486-58654-1.